# Wallerfing
Wallerfing ist eine Gemeinde im niederbayerischen Landkreis Deggendorf und ein Mitglied der Verwaltungsgemeinschaft Oberpöring.

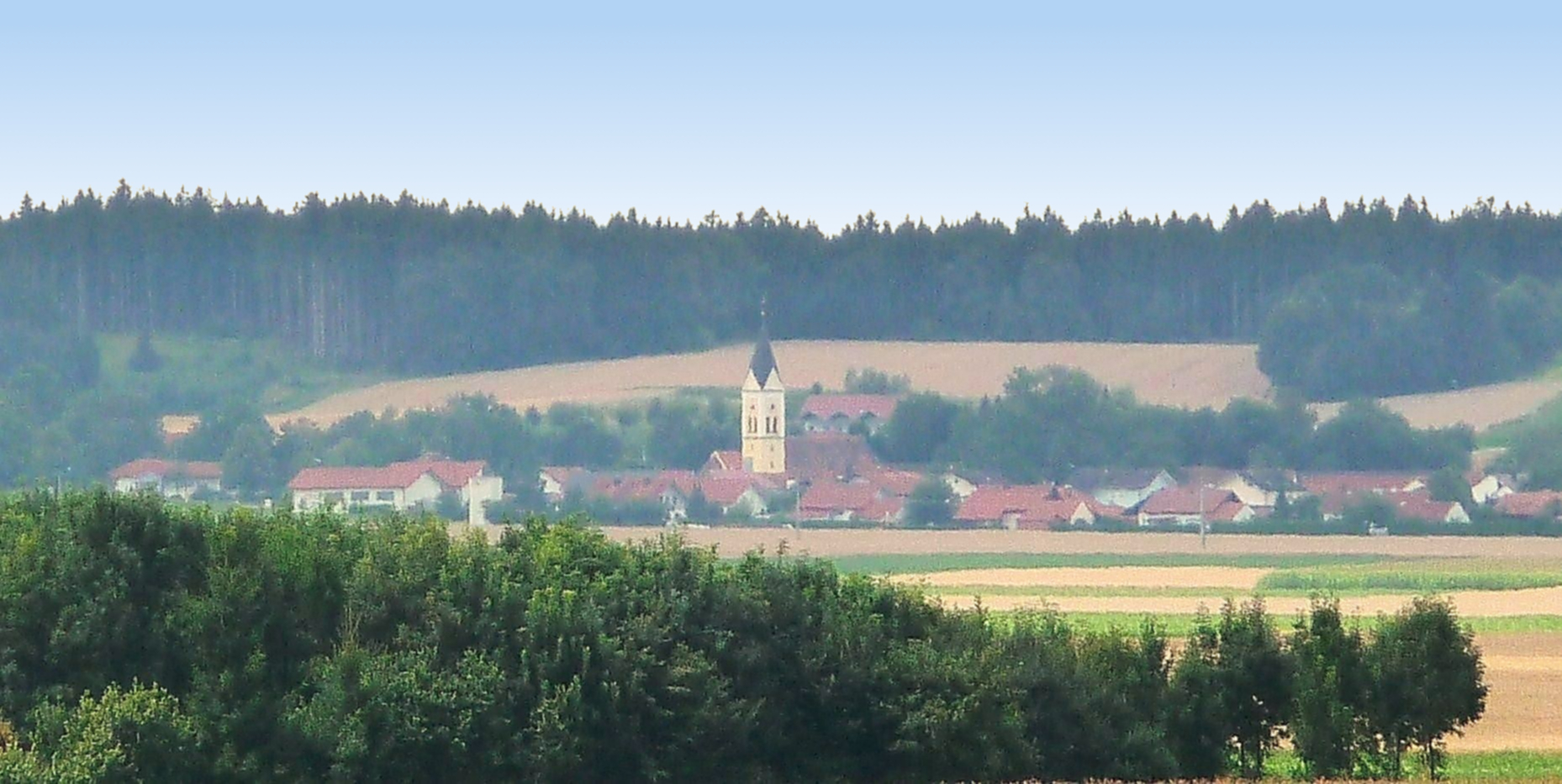
Blick von Buchhofen nach Wallerfing

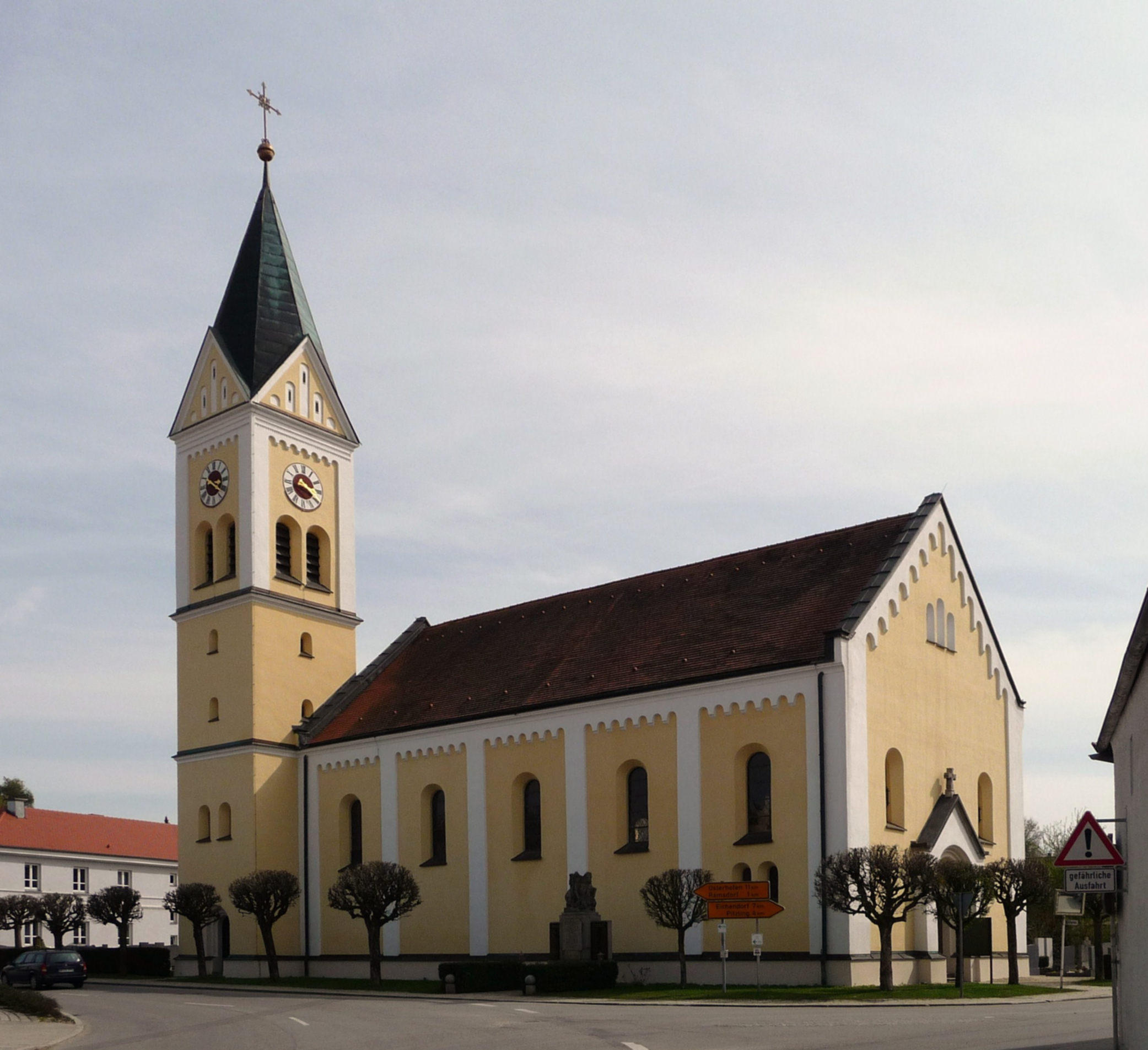
Pfarrkirche Johannes der Täufer

## Geographie
Wallerfing liegt in der Region Donau-Wald.
Es gibt 18 Gemeindeteile (in Klammern ist der Siedlungstyp angegeben):
- Ammersöd (Einöde)
- Bachling (Kirchdorf)
- Bamling (Weiler)
- Einöden (Weiler)
- Englöd (Einöde)
- Hacklöd (Einöde)
- Hansöd (Weiler)
- Hasreit (Weiler)
- Herblfing (Dorf)
- Hirlöd (Einöde)
- Kolling (Dorf)
- Lain (Einöde)
- Neubachling (Dorf)
- Neusling (Kirchdorf)
- Oberviehhausen (Weiler)
- Ramsdorf (Pfarrdorf)
- Reitberg (Weiler)
- Wallerfing (Kirchdorf)

Es gibt die Gemarkungen Neusling, Ramsdorf und Wallerfing.

## Geschichte
Wallerfing gehörte zum Rentamt Landshut und zum Landgericht Osterhofen des Kurfürstentums Bayern. Wallerfing war Sitz einer Obmannschaft. 1818 entstand die heutige politische Gemeinde. Nach der Auflösung des Landkreises Vilshofen gehört sie seit dem 1. Juli 1972 dem Landkreis Deggendorf an. Die Gemeinde ist seit 1978 Mitglied der Verwaltungsgemeinschaft Oberpöring.

### Eingemeindungen
Im Zuge der Gebietsreform in Bayern wurde am 1. Januar 1972 die Gemeinde Neusling und am 1. Juli 1972 die Gemeinde Ramsdorf eingegliedert.

### Einwohnerentwicklung
Im Zeitraum 1988 bis 2018 wuchs die Gemeinde von 1185 auf 1303 um 118 Einwohner bzw. um 10 %.
- 1961: 1112 Einwohner
- 1970: 1080 Einwohner
- 1987: 1183 Einwohner
- 1991: 1245 Einwohner
- 1995: 1397 Einwohner
- 2000: 1327 Einwohner
- 2005: 1380 Einwohner
- 2010: 1160 Einwohner
- 2015: 1314 Einwohner

## Politik

### Gemeinderat
Die Werte spiegeln die Sitzverteilung (in Klammern das prozentuale Wahlergebnis) wider:
|      | CSU *            | FW des überparteilichen Bürgerblocks | Unabhängige Bürgerliste* | Gesamt   |
| ---- | ---------------- | ------------------------------------ | ------------------------ | -------- |
| 2020 | 8 Sitze (64,7 %) | 4 Sitze (35,3 %)                     | –                        | 12 Sitze |
| 2014 | 4 Sitze (34,1 %) | 4 Sitze (28,7 %)                     | 4 Sitze (36,5 %)         | 12 Sitze |
| 2008 | 8 Sitze (67,1 %) | 4 Sitze (32,9 %)                     | –                        | 12 Sitze |

### Bürgermeister
Seit Mai 2020 ist Hans Eigner (CSU/UBL) Erster Bürgermeister von Wallerfing. Bei den Kommunalwahlen am 15. März 2020 wurde er im ersten Wahlgang mit 58,97 Prozent zum 1. Bürgermeister gewählt.
Bei der Kommunalwahl 2014 wurde Thomas Brunner (Freie Wähler/Überparteilicher Bürgerblock Wallerfing) mit 55,95 Prozent der abgegebenen Stimmen zum Bürgermeister gewählt. Er folgte Ludwig Weinzierl (CSU), der im Jahr 2002 Nachfolger von Rudolf Stockner (CSU) geworden war. Bei der Kommunalwahl 2008 war Weinzierl mit 82,57 % der abgegebenen Stimmen im Amt bestätigt worden.

### Steuereinnahmen
Im Jahr 2011 betrugen die Gemeindesteuereinnahmen 1.180 T€, davon waren 502 T€ Gewerbesteuereinnahmen (netto).

### Wappen
| Wappen der Gemeinde Wallerfing | Blasonierung: „Geteilt von Grün und Silber, oben ein wachsender, rot bewehrter silberner Greif, unten schräg gekreuzt ein roter Doppelkreuzstab, belegt mit einer senkrechten schwarzen Streugabel.“ |
| Wappen der Gemeinde Wallerfing | Das Wappen wird seit 1982 geführt. |

## Wirtschaft und Infrastruktur

### Wirtschaft
Es gab 2011 nach der amtlichen Statistik im produzierenden Gewerbe 96 und im Bereich Handel und Verkehr 32 sozialversicherungspflichtig Beschäftigte am Arbeitsort. In sonstigen Wirtschaftsbereichen waren am Arbeitsort 74 Personen sozialversicherungspflichtig beschäftigt. Sozialversicherungspflichtig Beschäftigte am Wohnort gab es insgesamt 519. Im verarbeitenden Gewerbe gab es keine, im Bauhauptgewerbe vier Betriebe. Im Jahr 2010 bestanden zudem 47 landwirtschaftliche Betriebe mit einer landwirtschaftlich genutzten Fläche von insgesamt 1859 ha, davon waren 1836 ha Ackerfläche.

### Bildung
Es bestehen folgende Einrichtungen:
- Kindergarten St. Michael in Trägerschaft des Katholischen Pfarrverbands Ramsdorf-Wallerfing mit 56 Plätzen. Sieben Erzieherinnen betreuen und fördern 47 Kinder (2012).
- Mittelschule Wallerfing und Grundschule  in Oberpöring mit insgesamt 11 Klassen und 231 Schülern (Schuljahr 2013/2014)[9]